# Ken Sykora
Ken Sykora (* 13. April 1923 in London; † 7. März 2006) war ein britischer Jazzgitarrist und Hörfunkmoderator.

## Leben
Sykora war der Sohn eines tschechischen Kavallerieoffiziers und einer Schweizerin. Er studierte zunächst an der University of Cambridge Geographie, wo er die Cambridge University Band Society organisierte. Anschließend studierte er an der London School of Economics Wirtschaftswissenschaft. Während des Zweiten Weltkriegs war er als Offizier im britischen Geheimdienst tätig; nach Kriegsende unterrichtete er in London an der London School of Economics und am College for Distributive Trades. Als Gitarrist von Django Reinhardt beeinflusst, leitete er in den 1950er Jahren eine eigene Band; mit Ted Heath trat er im London Palladium, mit Geraldo im Stoll Theatre auf.  in dieser Zeit gewann er in fünf Jahren in Folge den Reader's Poll des Melody Maker als bester britischer Jazzgitarrist.
Mit seiner zweiten Frau Helen Grant zog er dann nach Suffolk und betätigte sich in den folgenden Jahren als Radiomoderator. Er moderierte die Sendungen Guitar Club, Stringalong und Roundabout der BBC. Für BBC Radio 2 präsentierte er die Sendereihen Be My Guest, in der er Gäste wie Count Basie, Bing Crosby, Bob Hope, Andrés Segovia, Isaac Stern und Gloria Swanson interviewte. Zu den weiteren Sendungen, die Sykora betreute, gehörten Big Band Sound, Those Record Years, Album Time, LP Parade und Jazz Digest, die von BBC Radio 3 ausgestrahlt wurden. Für BBC Radio 1 moderierte er Plain Musician's Guide to the History of Pop. Ab den 1970er Jahren lebte Sykora mit seiner Familie in Schottland, wo das Paar ein Hotel an den Kyles of Bute betrieb. Nadh fünf Jahren verkaufte er das Hotel, zog nach Blairmore und produzierte Sendungen für BBC Scotland. Für Radio Clyde, die erste private Radiostation in Schottland, produzierte er Serendipity with Sykora. Ab 1978 arbeitete er für BBC Radio Scotland und wurde mit dem Glenfiddich Award des Eater’s Digest für das beste Radioprogramm geehrt.
Marc Mason drehte über Sykora den Dokumentarfilm The Man with the Jazz Guitar (2012).

## Diskografie
- The Bob Cort Skiffle Group Featuring Ken Sykora – Ain't It A Shame (To Sing Skiffle On Sunday) (Decca Records, 1957)[5]